# Pakistan Aeronautical Complex
El Complejo Aeronáutico Pakistaní (en inglés: Pakistan Aeronautical Complex/PAC, en urdu: پاکستان ایروناٹیکل کمپلیکس‎) es una empresa estatal pakistaní dedicada a la producción de componentes y material aeroespacial, aeronaves, productos para la defensa, contratista para el servicio de mantenimiento aeronáutico, deveniente de una corporación militar encargada de la producción de sistemas de uso aéreo tanto para el sector militar como para la industria de la aviación civil, situada en Kamra, en el distrito de Attok.

## Historia
Desde su fundación en 1947, la Fuerza aérea de Pakistán ha operado en la base de una enorme dependencia en proveedores de material aeronáutico extranjeros, tales como aviones de combate y otras aeronaves, así como se hacía necesario en caso de mantenimiento el enviarlas a compañías en el exterior para dichas labores, además del desarrollo de componentes y/o productos específicos, aparte de las partes de recambio necesarias para el óptimo funcionamiento de los aparatos en servicio, causando la reducción de aviones disponibles para su servicio operacional en la fuerza aérea de Pakistán.
Formalmente fundada en 1971 por la fuerza aérea (PAF), la PAC diseña, desarrolla, y produce sistemas de aviónica, aeronaves, sistemas para las operaciones interfuerzas del país; esta además provee sus servicios para la aviación civil. Sumado a dichas capacidades, se desarrollan labores de mantenimiento y reparación, además de otras labores en las aeronaves como actualizaciones de media vida (MLU) a sus estructuras, mantenimiento y reparación a sistemas de procedencia extranjera para uso en aeronaves y aparatos militares y civiles. Es de propiedad exclusiva del complejo militar de la Fuerza Aérea de Pakistán, ya que sus intereses corporativos y fines productivos son hechos directamente por el máximo comandante y el alto mando supremo de la fuerza aérea de Pakistán.
Tras varias consultas entre los comandantes del Mando Supremo del Aire de Pakistán, en el Cantón militar de Pindi y con la asistencia del gobierno chino, se establece la empresa Pakistan Aeronautical Complex (PAC) en 1973 en la localidad de Kamra cuando la Planta de Reconstrucción de Aeronaves era ya operacional. La sociedad PAC fue establecida como un esfuerzo de la fuerza aérea de Pakistán para garantizar su autonomía en la producción de toda clase de ingenios aéreos, sistemas y aparatos necesarios para su producción, con base en su política de defensa introducida en 1972. La sociedad PAC le representa a la PAF un amplio margen de ganancias corporativas para la fuerza aérea y al estado pakistaní, mientras así asegura completar los fines específicos de autonomía de su complejo industrial militar. La sociedad Pakistan Aeronautical Complex inició con tres proyectos de defensa, designados P-721, P-741 y P-751. Los primeros dos dígitos indican el año de la aprobación del proyecto y su lanzamiento, el tercer dígito es una designación serial.
La planta PAC ha tenido variadas oportunidades para poder manufacturar desde sus instalaciones cazas, pero las ha desechado, cuando la PAF abandonó el desarrollo del proyecto Sabre 2 en 1987, una sociedad en conjunto de Pakistan, China y la Grumman Aerospace, que le pudiera haber significado a la AMF la manufactura y rediseño de una variante del Chengdu F-7. Desde fines de la década de los 80–principios de los años 90, dentro de las funciones del PAC se incluye la producción licenciada de las partes de recambio para los aviones de combate Mirage-III, Mirage-5, F-16 así como la producción del motor F100 para los F-16 bajo licencia de Pratt & Whitney. Luego, con la producción de los componentes para el sub-ensamblaje del caza ligero multi-rol JF-17 empiezan un 22 de enero de 2008, mientras que la producción en serie inicia el 30 de junio de 2009, se da inicio formal a la producción local de aeronaves de combate en forma sostenida.
El 20 de agosto de 2009 la PAF anunció que se daría inicio a la producción de sus propios drones en una colaboración en conjunto con la compañía italiana Selex Galileo. La fabricación de los VANTE, designados "Falco", se empezaría prontamente.

## Operaciones
Principalmente enfocada en la aviónica, aviación, y en la electrónica de alta tecnología; la sociedad PAC también fábrica sistemas de uso militar para el ejército y la armada, los cuales son destinados como "compradores prioritarios" de dicha sociedad. Muchos de estos productos se diseñan y producen específicamente para las necesidades de las Fuerzas Armadas de Pakistán, mientras otros son comercializados para ejércitos extranjeros. Aunado a sus estrechos lazos de cooperación con otras industrias similares, la sociedad PAC trabaja a su vez en conjunto con empresas tales como la turca TAI y la china CATIC. Sus aeronaves han sido exportadas a Nigeria, Catar, Arabia Saudí y a los Emiratos Árabes Unidos.

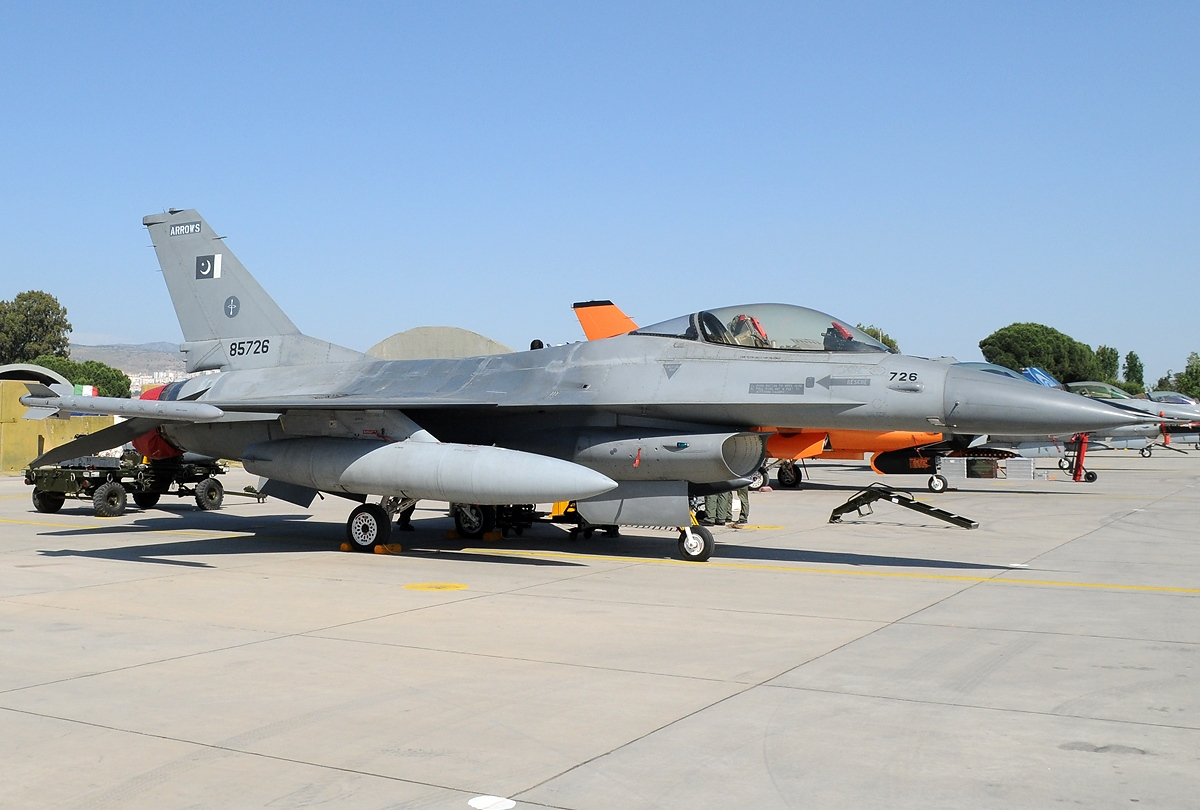
Un F-16A en las instalaciones de la firma PAC, donde los F-16 pakistaníes reciben mantenimiento.

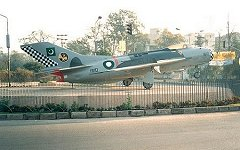
Un F-6 de la Fuerza Aérea de Pakistán en exhibición.

### Planta de reconstrucción de aeronaves
La "Planta de reconstrucción de aeronaves" (en inglés: Aircraft Rebuild Factory - ARF), conocida anteriormente como la planta P-721 o la planta de reconstrucción del F-6 (en inglés: F-6 Rebuild Factory - F-6RF) , se dedica primariamente a la actualización, grandes reparaciones y la producción de partes para los aviones de combate chinos en servicio con la PAF. Esta fábrica está capacitada para la actualización y la producción de partes de recambio para aeronaves de combate tales como el Shenyang F-6, Nanchang A-5, y el F-7 (las dos antes citadas ya no están en servicio activo como aviones de combate), así como de los entrenadores avanzados Shenyang FT-5 y el FT-6. La planta es además capaz de los procesos de manufactura de tanques desechables y aeroconformables, así como de los arneses de retén final para dichas aeronaves.

### Planta de reconstrucción de Mirage
La "Planta de reconstrucción de Mirage" (en inglés: Mirage Rebuild Factory - MRF), anteriormente conocida como la planta P-741, se dedica a la reparación y actualización de los aviones militares de origen francés en servicio con la Fuerza Aérea de Pakistán (PAF), como el Dassault Mirage III y el Mirage V. Las mejoras y la manufactura, además de la provisión de servicios han sido a su vez contratadas por otros países que disponen de los aparatos Mirage en servicio. Además, los Mirage III y Mirage 5 se producen bajo licencia dentro de las instalaciones de PAC. Esta factoría además ha llegado a crecer en su portafolio de servicios, con la capacidad de reparar y actualizar el turbofan Pratt & Whitney F100, el cual se monta en los cazas F-16A de la PAF. Dada la falta de presupuesto para la sustitución de aparatos ya obsolescentes, la MRF se ha dedicado a la actualización doméstica de los aparatos franceses, y que según se ha reportado a los medios locales, le ha ahorrado al país miles de millones de dólares.

### Planta de producción de aeronaves

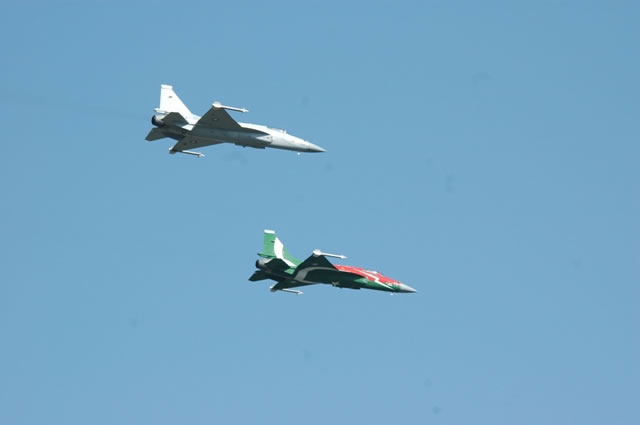
Dos cazas multi-rol JF-17 durante una exhibición de vuelo rasante en Islamabad el, ensamblados por PAC un mes antes. La producción en serie del caza de inició en firme desde el.

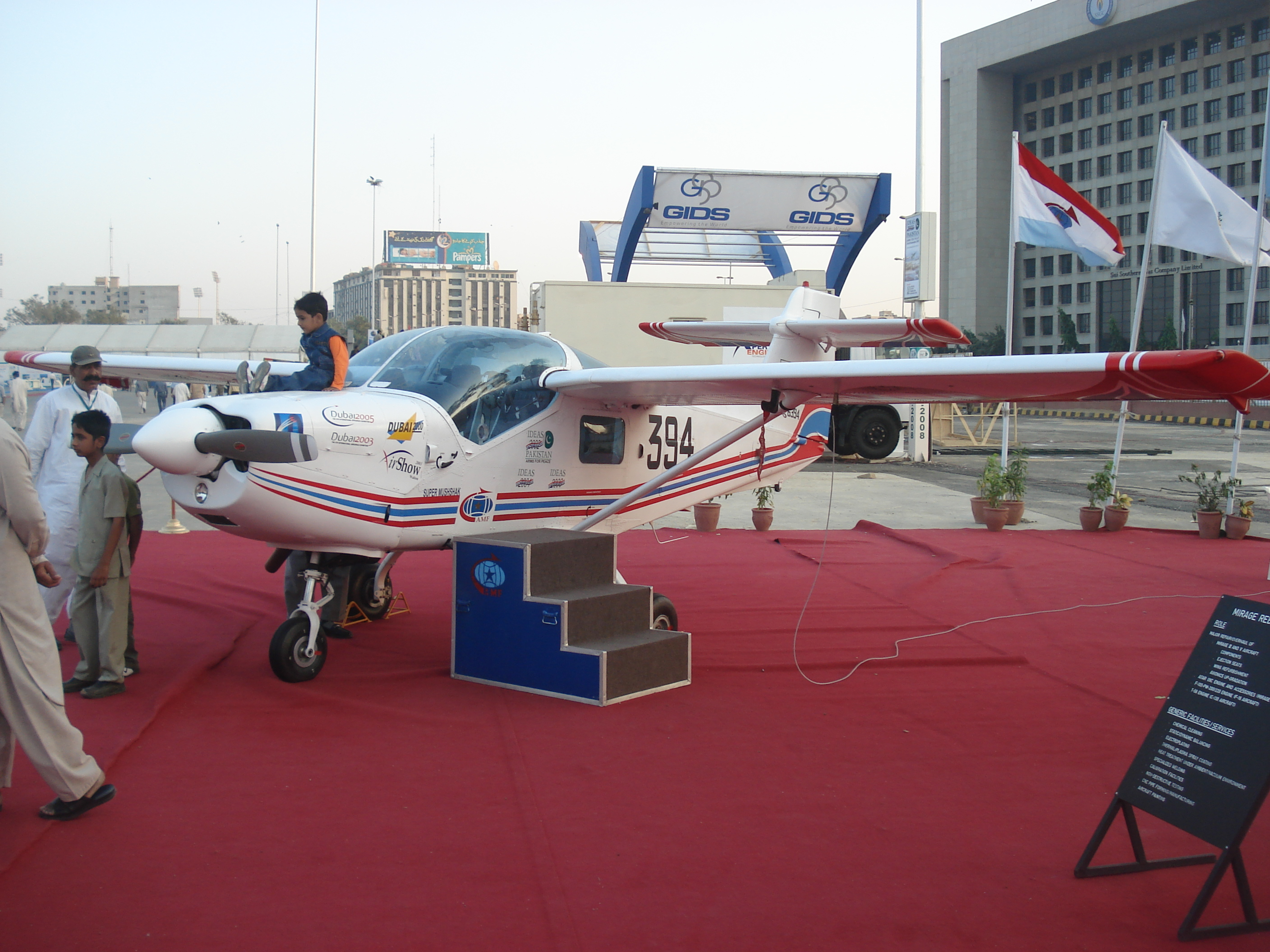
Un MFI-395 Super Mushshak, fabricado en las instalaciones AMF, en exhibición durante la IDEAS 2008 en Karachi, Pakistán.

La "Planta de producción de aeronaves" (en inglés: Aircraft Manufacturing Factory - AMF), anteriormente conocida como la planta  P-751, está dedicada a la producción de aeronaves militares de combate y entrenamiento. Los entrenadores ligeros MFI-17 Mushshak son producidos en sus instalaciones bajo licencia para su uso en la PAF y en el Ala aérea del ejército de Pakistán. Esta fábrica maneja y dirige los proyectos de modificación, desarrollo y mejora de los entrenadores ligeros basados en el Saab Safari, como el MFI-395 Super Mushshak, a su vez basado en el MFI-17 Mushshak. El desarrollo y/o coproducción del entrenador intermedio/avanzado K-8 Karakorum (también conocido como Hongdu JL-8) fue hecho en cooperación con Hongdu Aviation Industry Group de China, siendo encargada la fábrica AMF de la manufactura de partes para la aeronave. El caza multi-rol de combate JF-17 Thunder/JF-17 (también designado como FC-1), es un proyecto de desarrollo y fabricación en conjunto entre China y Pakistan, que desde ahora se viene manufacturando en la planta AMF. Los entrenadores básicos MFI-17 Mushshak, MFI-395 Super Mushshak, el entrenador intermedio K-8 y el caza JF-17 ahora están en servicio con la PAF. AMF a su vez diseña y produce drones para usos en prácticas de tiro a objetivos aéreos.

### Fábrica de Productos de Aviónica (APF)
La "Fábrica de Productos de Aviónica" (en inglés: Avionics production Factory-APF), anteriormente conocida como la "Fábrica de Productos de Aviónica y de Radar de Kamra" (en inglés: Kamra Avionics & Radar Factory-KARF), inició labores en 1983 como un Centro de Mantenimiento de Radares (RMC) , con la finalidad de actualizar y de reconstruir los radares  y sus subsistemas portados en aeronaves y basados en tierra. En 1989, la RMC se expande hasta convertirse en la "Planta de Raioelectrónica de Kamra" (en inglés: Kamra Avionics & Radar Factory-KARF). La planta APF dispone de facilidades para el ensamblaje y la mejora de radares aerotransportados así como de los sistemas de radares basados en tierra, electrónica y aviónica. Actualmente es la única planta del complejo PAC certificada en la norma ISO 9002. Dicha fábrica estuvo involucrada en las actualizaciones a los cazas de la flotilla de interceptores del modelo Chengdu F-7P, al sustituirles el sistema de radar original FIAR Grifo-7 de origen italiano, por el más sofisticado FIAR Grifo-7 Mk.II, el cual era ensamblado bajo licencia por la planta APF. Más recientemente, la producción de radares involucró el ensamble bajo licencia de la última variante del sistema de radar FIAR Grifo-7, el FIAR Grifo-7MG, el cual está montado en el caza de combate Chengdu F-7PG de la  PAF. A mediados del 2009, se reportó que al personal de la planta se le dio y completó su capacitación para trabajar en tableros de circuitos impresos, su ensamblaje y montaje y la adquisición de maquinaria desde los Estados Unidos por la firma APS Novastar, que se podrían usar en la manufactura de circuitos para sistemas equipados en aeronaves de combate y otra clase de equipos aeronáuticos.

#### Proyecto Azm
El 7 de julio de 2017, la Fuerza Aérea de Pakistán anunció el desarrollo de un Caza de quinta generación, un Vehículo aéreo no tripulado de gran autonomía y altitud media y de municiones bajo la bandera del Proyecto Azm (resolución o determinación en Urdú). El mariscal jefe de la aviación pakistaní Sohail Aman, citó que la fase de diseño del MALE UAV estaba en su etapa final.

## Productos

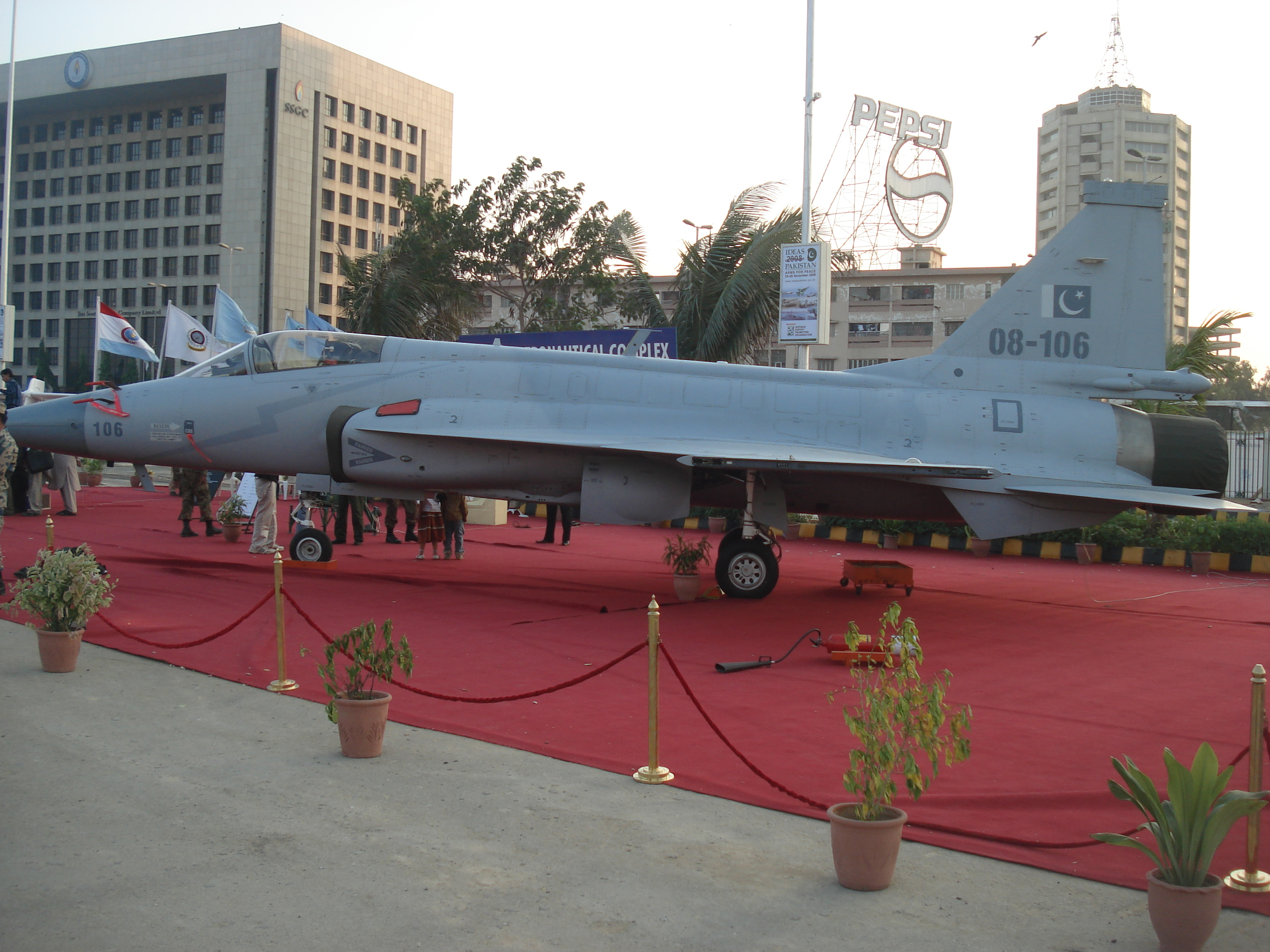
El nuevo caza polivalente JF-17, en exhibición en la feria IDEAS 2008 Defense Exhibition, en la ciudad de Karachi, Pakistán y actualmente en producción por parte de PAC.

### Aeronaves
- CAC/PAC JF-17 Thunder - Coproducido con China[19]
- K-8 Karakorum - Ensamblaje y producción como apoyo a las líneas chinas de producción[cita requerida]
- PAC MFI-17 Mushshak - Copia licenciada y mejorada del Saab Safari
- PAC Super Mushshak - Variante mejorada del MFI-17 Mushshak[20]
- Chengdu F-7P - Variante mejorada del Chengdu J7 Chino.[21]

### Drones (UAV)
- Ababeel – Un dron diseñado para portar sistema ligeros de armas y como blanco aéreo, pensado para la práctica de tiro de operadores de sistemas de armas antiaéreas portátiles, ametralladoras antiaéreas y cañones similares. A su vez es también usado para entrenar a operadores de drones de tamaño superior como el Baaz. Puede resultar muy efectivo en misiones de reconocimiento.[22]
- Baaz – Un dron de uso como blanco aéreo, recuperable, diseñado para su uso en sistemas de defensa antiaérea de cañones y de misiles SAM. Cuenta con una tasa muy alta de efectividad.[23]
- SELEX Galileo Falco – Dron de vigilancia y control, su producción inició en agosto de 2009.[24][25]

### Electrónica de consumo
- El PAC produce tabletas con el sistema operativo Android como la PAC-PAD 1, PAC-PAD Takhti7[26]  también produce el e-book 1[27] y  el n-book 1[28]

## Servicios
- Actualización
- Mantenimiento
- Reparación
- Venta de aeronaves
- Reparación de motores
- Reparación de radares
- Reparación de componentes para aeronaves.